# Conops vitellinus
Conops vitellinus är en tvåvingeart som beskrevs av Friedrich Hermann Loew 1847. Conops vitellinus ingår i släktet Conops och familjen stekelflugor. Inga underarter finns listade i Catalogue of Life.